# Järnvägslinjen Skövde–Axvall
Järnvägslinjen Skövde–Axvall var Skövde–Axvalls Järnvägs huvudbanan med spårvidden 891 mm från Skövde centralstation till Axvalls station. I samband med förstatligandet av smalspårsnätet i Västra Götaland övertog SJ linjen den 1 juli 1948.

## Byggnation
Efter att Skövde–Axvalls Järnväg (SAJ) hade bildats den 29 juni 1899 med Skövde stad som den största aktieägaren, erhölls den 22 juni 1872 koncessionen för bolagets huvudlinje. Bolaget fick ett statslån på 369000 kr och byggkostnaden beräknades till 778000 kr. Bygget utfördes av järnvägsbyggaren Johannes Svensson. Den 21 kilometer långa banan invigdes den 26 mars 1904.

## Sträckningen
Från Axvalls station på linjen Lidköping–Stenstorp löpte linjen över slättlandet förbi den gamla kungsgården Ökull vidare till Varnhems station. Varnhem med klosterruinen var något av ett turistmål, har anslöt även ett stickspår från Ulunda kalkbruk. Från Varnhem började linjen en kraftig stigning i en slingrande kurva uppför platåberget Billingen, på klinten så når linjen den högsta punkten i det Västgötska smalspårs nätet 250 meter över havet. Efter att ha passerat Våmbs kyrka löper linjen i slingor ner mot Gullhögens bruk. Från Gullhögen försågs banan med ett tredje räl för att möjliggöra transport av normalspåriga vagnar till bruket från Skövde centralstation.